# Bern (schip, 1923)
De  DSB Bern was een stoomrader- en sleepboot gebouwd in 1923 bij de N.V. Scheepswerf en machinefabriek P. Smit jr. in Rotterdam. Het schip had een lengte van 77 meter, een maximale breedte van 21 meter en een diepgang van 1,25 meter en een maximum tonnage van  424 ton. De stoommachine had een vermogen van 1350 pk. Het schip werd gebouwd voor de Schweizer Schleppschiffahrts-Genossenschaft die het schip in dienst had van 1923 tot 1956 met als thuishaven Bazel, vanwaar het werd ingezet voor sleepdiensten over de Rijn. Veel schepen waren in 1923 niet gemotoriseerd en stoomsleepboten speelden dan ook een belangrijke rol in de rivierscheepvaart en dan met name voor verkeer stroomopwaarts. In die tijd begon het gebruik van verbrandingsmotoren in de scheepvaart toe te nemen, zij het aanvankelijk met sterk beperkte vermogens. De dieselmotor begon in de jaren dertig aan zijn opmars en verdrong daarbij geleidelijk aan de stoomschepen. Ook de rol van de sleepvaart veranderde doordat veel binnenvaartschepen met een eigen dieselmotor werden uitgerust. In 1956 kwam er een eind aan  de loopbaan van de Bern als stoomsleepboot.

## Motorpassagiersschip Basilea

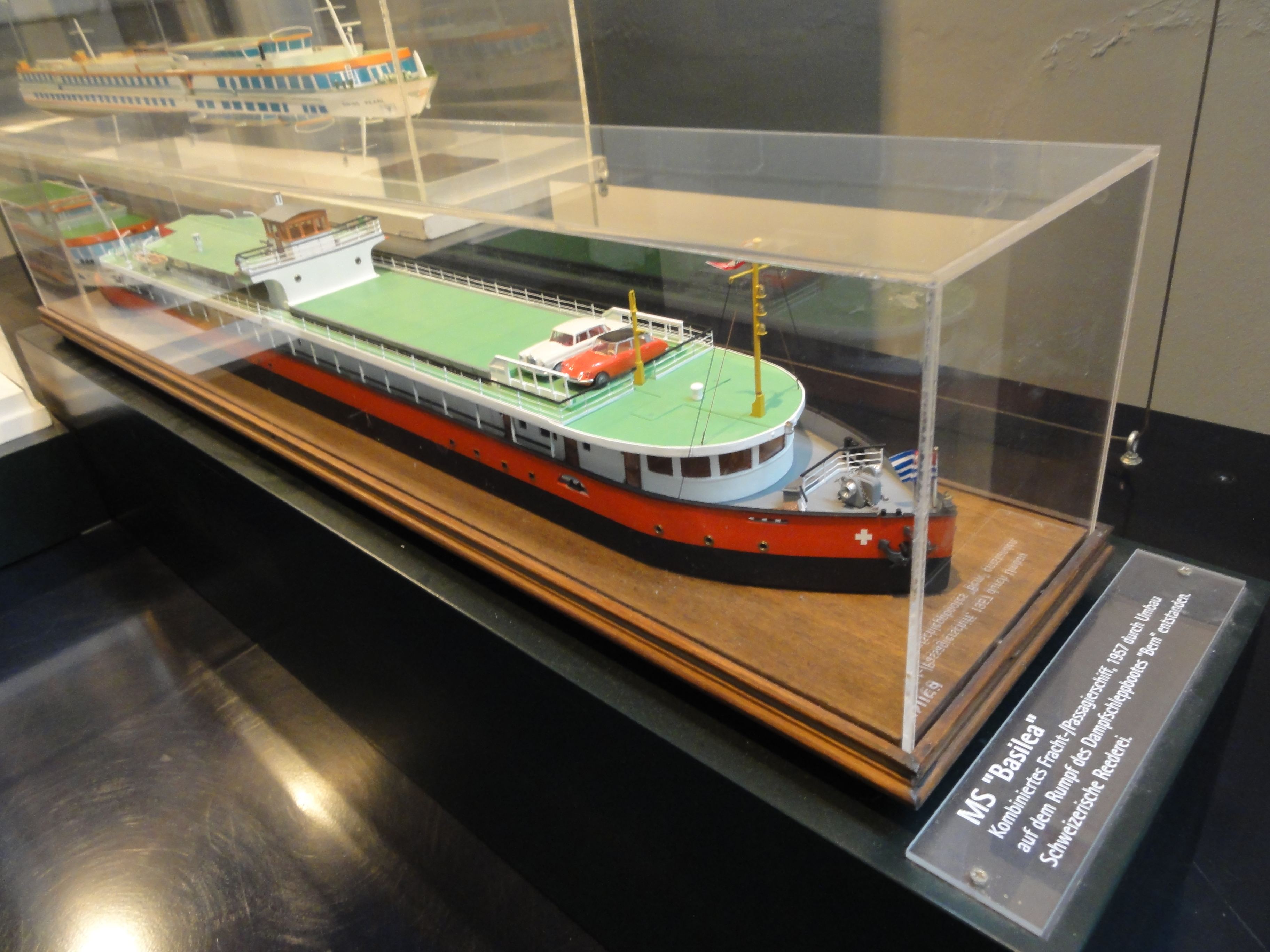
Model van de Basilea

In 1956 werd de Bern verbouwd tot motorpassagiersschip Basilea. In 1971 volgde een verdere verbouwing van het schip door de scheepswerf E. Albrecht in Duisburg. De lengte bedroeg sedertdien 79,60 meter en de breedte 10,20 meter. De diepgang van de Basilea was 1,33 meter. De stoommachine met raderaandrijving was verwijderd en daarvoor in de plaats waren 3 Sulzer dieselmotoren  met elk een vermogen van 450 pk en schroefaandrijving gekomen. Het schip kwam in dienst 1956 in dienst van de Schweizerische Reederei AG in Bazel. Na de verbouwing in 1971 kwam het in handen van NAGAR Vermogensverwaltungs GmbH, eveneens in Bazel. Vervolgens wisselde het schip vrij geregeld van eigenaar: In 1974 TOBA AG in Bazel, 1976 kwam opnieuw in handen van NAGAR. In 1979 kwam het in handen van Reisbureau Broere in Hendrik-Ido-Ambacht, daarna volgden onder andere Steven BV en van Holst scheepvaart om ten slotte bij het Havenbedrijf Gent terecht te komen. In Gent werd het schip in 2010 voor sloop vrijgegeven.